# ミッチャー (駆逐艦)
|          | |
| 艦歴     | |
| 発注     | |
| 起工     | 1949年10月3日 |
| 進水     | 1952年1月26日 |
| 就役     | 1953年5月15日 |
| 退役     | 1978年6月1日 |
| その後   | 1980年7月にスクラップとして売却 |
| 除籍     | 1978年6月1日 |
| 性能諸元 | |
| 排水量   | 基準：4,271トン、満載：5,281トン |
| 全長     | 493ft (150 m) |
| 全幅     | 49' 9-1/4" (15.2 m) |
| 吃水     | 20' 11-3/8" (6.4 m) |
| 機関     | フォスター・ホイーラー缶4基 GE式蒸気タービン2基 2軸推進、80,000shp |
| 最大速力 | 34ノット (63 km/h) |
| 航続距離 | 4,000カイリ（20ノット時） |
| 乗員     | 士官、兵員337名 |
| 兵装     | （竣工時） 54口径127mm単装砲 2基 50口径76mm連装砲 2基 20mm連装機関砲 4基 533mm連装魚雷発射管 2基 Mk.108対潜ロケット発射機 2基 爆雷投下軌条 1条 （改装後） 54口径127mm単装砲 2基 Mk 13単装SAM発射機 1基 Mk 16アスロック8連装発射機 1基 Mk 32 3連装短魚雷発射管 2基 |
| モットー | Audette Imperio |

ミッチャー (USS Mitscher, DD-927/DL-2/DDG-35) は、アメリカ海軍の駆逐艦。ミッチャー級駆逐艦のネームシップ。艦名はマーク・ミッチャー提督に因む。

## 艦歴
当初は DD-927 （駆逐艦）として指定されたミッチャーは1949年10月3日にメイン州バスのバス鉄工所で起工した。1951年2月2日に DL-2 （嚮導駆逐艦）に艦種変更され、1952年1月26日にミッチャー夫人（ミッチャー提督の未亡人）によって命名、進水し、1953年5月15日に艦長テレル・H・W・コナー中佐の指揮下就役した。
キューバ沖での初期整調訓練の後、グアンタナモ湾での整調巡航を1954年8月31日に完了して、ミッチャーはさらなる改修のためボストンに帰還した。その後ロードアイランド州ニューポートを母港に指定され、1956年1月3日まで東海岸沿いに訓練に従事し、イギリス、ドイツ、フランスへの親善訪問に向かう。母港には2月10日に帰還した。その5年にわたって東海岸沿いの作戦活動に従事し、NATOの演習で毎年北部もしくは東部大西洋へ展開した。
1961年2月9日、ミッチャーは新たな母港のサウスカロライナ州チャールストンを出港し、最初の半年間の地中海配備に向かった。同様の配備は続く4年にわたって行われ、第6艦隊との演習およびNATOの演習に参加した。地中海配備中の1964年8月、アメリカ人脱出支援のためキプロス島沖で活動し、その後スエズ運河を通過、紅海およびペルシャ湾で哨戒を行った。
1966年3月2日、ミッチャーはフィラデルフィア海軍工廠に向けてニューポートを出航した。同工廠でミサイル駆逐艦への改修が1966年3月18日から1968年6月29日までかけて行われ、DDG-35 （ミサイル駆逐艦）へ艦種変更された。ミッチャーは1978年6月1日に退役し、同日除籍された。その後1980年7月にスクラップとして売却された。